# La usurpadora (telenovela mexicana)
La usurpadora es una telenovela mexicana dirigida por Beatriz Sheridan y producida por Salvador Mejía siendo su segunda novela para Televisa. Inició sus grabaciones en noviembre de 1997 estrenándose en febrero de 1998 con locaciones en Ixtapan de la Sal y Cancún.
Fue protagonizada por Gabriela Spanic junto a Fernando Colunga, con las actuaciones antagónicas de Chantal Andere, Juan Pablo Gamboa, Mario Cimarro y Dominika Paleta. Cuenta además con la actuación de Libertad Lamarque, Magda Guzmán y Silvia Derbez.

## Trama
Paola Bracho es una mujer frívola y ruin que está casada con Carlos Daniel Bracho, un empresario muy amable, el cual tiene dos hijos de su primer matrimonio, Carlitos y Lisette. Sin embargo, Paola se siente aburrida con su vida como madre y como esposa, por eso decide irse a Cancún con su amante Luciano Alcántara.
En Cancún conoce a Paulina Martínez, una humilde y noble muchacha que trabaja en el baño de damas de un restaurante elegante, y es abrumada por la carga económica que supone la enfermedad de su madre moribunda Paula. Paola se sorprende al verla ya que son físicamente idénticas, por lo que intenta convencer a Paulina para que asuma su identidad dentro de su familia, y así ella pueda escaparse para divertirse con su amante, pero Paulina se niega rotundamente. Durante su viaje y a bordo de un barco casino, Paola conoce a Alessandro Farina, un millonario empresario, quien deslumbrado por su belleza le propone irse con él a recorrer el mundo; Paola ve esto como una buena razón para obligar a Paulina a suplantarla por lo que planta entre las pertenencias de la joven una valiosa pulsera simulando un robo. Paulina, quien esta lidiando con la muerte de su madre y la ruptura con su novio, cae en la trampa y se ve obligada suplantarla so pena de ser encarcelada, acudiendo a la mansión de los Bracho donde descubre que prácticamente todos odian a Paola: Su relación con Carlos Daniel ha muerto hace mucho debido a su comportamiento; sus hijastros nunca le han sido relevantes por lo que los ignora cruelmente; Estefanía, la hermana de Carlos Daniel, la odia ya que sabe que es la amante de Willy, su marido; mientras que Rodrigo, su cuñado, siempre la trata duramente y Patricia, su esposa, para evitar problemas finge un buen trato y Piedad, abuela de Carlos Daniel y matriarca de la familia, ha sido víctima ya que por años ha agravado su problema con el alcohol hasta incapacitarla con la esperanza de acabar con su vida.
Paulina muestra a la familia su faceta genera y noble, dejando a todos sorprendidos con el inexplicable cambio de "Paola"; quien rápidamente reaviva el interés de Carlos Daniel, rompe relaciones con Willy, ayuda a la abuela Piedad a rehabilitarse y se gana el amor de sus hijastros, mientras que ella no puede evitar enamorarse de su supuesto esposo. Más tarde, Carlos Daniel se enamora también de la faceta amable de su esposa, sin saber que en realidad se está enamorando de Paulina. Mientras que en escena aparece Gema, prima lejana de Carlos Daniel, quien intenta seducirlo.
Tras casi un año en la casa de los Bracho Paulina encuentra por fin su verdadera felicidad, pero entonces la familia descubre la farsa y Paulina se ve obligada a huir recomendada por la Abuela Piedad, quien fuera la primera en descubrir la usurpación, pero que ha llegado a querer a la impostora como a una hija. La huida de Paulina trae consecuencias, ya que Carlitos, el hijo mayor de Carlos Daniel, decide ir tras ella, siendo aún ignorante de la usurpación, y en su viaje cae inconsciente en un barranco lejos de su casa, por consiguiente es dado por desaparecido por su familia. La verdadera Paola regresa a la casa un poco desconcertada por el cambio que ha tenido la familia, pero sigue fingiendo ser una esposa ejemplar.
Paulina se reencuentra con una vieja amiga de Cancún, con quien se queda a vivir por unos días hasta que consigue trabajo en una casa para cuidar de una anciana, donde también se reencuentra con Osvaldo, su exnovio, quien está ahora casado con Lourdes, la dueña de la casa. Es entonces cuando Paulina se da cuenta de la desaparición de Carlitos y llama a los Bracho para ofrecer su ayuda.
Como Carlitos seguía desaparecido, Paulina decide regresar a la casa Bracho con la intención de confrontar a Paola, pero solo se encuentra con el hecho de que Paola ha vuelto a huir con otro de sus amantes. Luego se descubre que Carlitos estaba con Chabela Rojas y con "El Mojarras", dos personas humildes quienes cuidaron de él todo ese tiempo ya que al niño un accidente lo dejó amnésico.
Gema y Willy deciden denunciar a Paulina y a Paola por la usurpación, por lo que Paulina es detenida; Merino, el comandante de la policía, le revela a Paulina que las pesquisas revelaron que ella y Paola son gemelas separadas en la infancia; Paula, la madre de ambas, al no poder hacerse cargo de las dos, entrega a Paola a una casa hogar donde fue adoptada por la acomodada familia Montaner, misma que forjó su carácter frívolo y refinado.
Paulina es llevada a la cárcel de mujeres, donde se encuentra con Cenobia, la hermana de Chabela, quien fue detenida por intentar cobrar rescate a la familia Bracho a cambio de Carlitos, por lo que guarda rencor a ella y los Bracho. Es ahí donde Paulina tiene que afrontar su destino y su libertad queda en manos del Licenciado Edmundo Serrano.
Paola sufre un accidente en Mónaco que le deja secuelas latentes y en un viaje en avión se descompensa, quedando en coma por un largo tiempo, por lo que la familia Bracho debe hacerse cargo de ella ya que se encuentra lisiada y vuelve a vivir a la mansión acompañada por Elvira, su cómplice y frívola enfermera.
Durante el juicio contra Paulina, se confirma su inocencia y es puesta en libertad. Paulina decide irse a vivir a un hotel y comienza una relación con su abogado Edmundo Serrano para olvidar a Carlos Daniel y respetar a su hermana, quien aún está casada con él.
Elvira comprende cuan profunda es la maldad de Paola y confiesa a la Abuela Piedad que se había recuperado hacía tiempo pero continuó fingiendo esta lisiada para manipularlos, sin sospechar que Paola estaba escuchando. Al día siguiente Paola sale con Elvira en el auto con una excusa, pero en el camino le revela que planea matarla en castigo por traicionarla, lo que inicia un forcejeo que tiene como consecuencia que el vehículo caiga por un barranco y explote, matando a Elvira y dejando a Paola con lesiones graves; ya en el hospital se arrepiente de sus actos pide perdón a Paulina y Carlos Daniel, tras lo cual  muere. Paulina y Carlos Daniel finalmente se casan y son felices.

## Elenco
- Gabriela Spanic - Paulina Martínez / Paola Montaner de Bracho
- Fernando Colunga - Carlos Daniel Bracho
- Libertad Lamarque - Abuela Piedad Vda. de Bracho
- Chantal Andere - Estefanía Bracho de Montero
- Arturo Peniche - Lic. Edmundo Serrano [4]
- Juan Pablo Gamboa - Guillermo "Willy" Montero
- Dominika Paleta - Gema Durán Bracho
- Mario Cimarro - Luciano Alcántara
- Marcelo Buquet - Rodrigo Bracho
- Jessica Jurado - Patricia de Bracho
- Paty Díaz - Lalita
- Alejandro Ruiz Márquez - Leandro Gómez
- Anastasia - Viviana Carrillo
- Antonio De Carlo - Osvaldo Reséndiz
- Magda Guzmán - Fidelina
- Nuria Bages - Paula Martínez
- Ninón Sevilla - Cachita Cienfuegos
- Giovan D'Angelo - Donato D'Angeli
- María Luisa Alcalá - Filomena Tamayo
- Tito Guízar - Don Panchito
- Enrique Lizalde - Alessandro Farina
- Silvia Derbez - Chabela Rojas
- Silvia Caos - Cenobia Rojas
- Irán Eory - Lourdes de Reséndiz
- René Muñoz - Luis Felipe Benítez "El Mojarras"
- Mario Carballido - Amador
- Adriana Fonseca - Verónica Soriano
- Jaime Garza - Comandante Merino
- Azela Robinson - Elvira
- Miguel de León - Douglas Maldonado
- Meche Barba - Abigail Rosales
- Rafael Amador - Dr. Galicia
- Miguel Córcega - Braulio
- Rebeca Manríquez - Genoveva Sarmiento "La Tamales"
- Maricruz Nájera - Emiliana
- Angelina Peláez - Ricarda
- María Solares - Lisette Bracho
- Sergio Miguel - Carlitos Bracho
- Humberto Elizondo - Silvano Piña
- Andrea García - Celia Alonso
- Eduardo Luna - Mauricio Arteaga
- Sara Montes - Eloína
- Adriana Nieto - Beatriz
- Yessica Salazar - Isabel Vidal
- Laura Zapata - Fiscal Zoraida Zapata
- Renata Flores - Estela
- Consuelo Duval - Macrina Olvera
- Gloria Morell - Doña Zenaida
- Melba Luna - Doña Francisca de Reséndiz
- Julio Monterde - Dr. Peraza
- Mario Cimarro - Luciano Alcántara
- Héctor Álvarez - Fermín
- Claudia Castillo - Magnolia
- Nayeli Dainzu - Pituca
- Jesús Lara - Felipe
- Pedro Sicard - Memo
- Emiliano Lizárraga - Pedro
- Gabriela Tavela - Olinda
- Irma Torres - Eulalia
- Fernando Torre Lapham - Dr. Fulgencio Mendive
- Eduardo Rivera - Larry
- Gabriela Carvajal - Adela
- Ricardo Hernández - Secretario en el juicio
- Javier Herranz - Dr. Varela
- Raquel Morell - Carolina Carrillo
- Óscar Morelli - Juez Castro
- Jorge Santos - Administrador del Club "La Joya de Cancún"
- Héctor Parra - Lic. Juan Manuel Montesinos
- Esther Rinaldi - Fabiola de Alcántara
- Fernando Sáenz - Lic. Mayo
- Claudia Vega - Olivia
- María Morena - Doble de Gabriela Spanic

## Más allá de... La usurpadora
Después del final de "La Usurpadora" se mostró un especial titulado Más allá de... La usurpadora, que continúa con la historia de la telenovela un año después. 

## Premios y nominaciones

### Premios TVyNovelas 1999
| Categoría                  | Nominado(a)                 | Resultado |
| -------------------------- | --------------------------- | --------- |
| Mejor telenovela           | Salvador Mejía              | Nominado  |
| Mejor actriz protagónica   | Gabriela Spanic             | Nominada  |
| Mejor actor protagónico    | Fernando Colunga            | Nominado  |
| Mejor villano              | Juan Pablo Gamboa           | Nominado  |
| Mejor primera actriz       | Libertad Lamarque           | Nominada  |
| Mejor actriz de reparto    | Chantal Andere              | Nominada  |
| Mejor actor de reparto     | Marcelo Buquet              | Nominado  |
| Mejor dirección de cámaras | Jesús Nájera Manuel Barajas | Ganadores |

## DVD
Fue lanzada en formato DVD en México y Estados Unidos. Se compone de 1 disco doble y 1 disco normal, y contiene un resumen de la novela con duración de poco más de 6 horas.

## Versiones
- La usurpadora es una adaptación de la telenovela venezolana La usurpadora, producida por RCTV en 1971 y protagonizada por Raúl Amundaray y Marina Baura en el papel de las gemelas.
  - Televisa ya realizó una versión de esta telenovela en el año 1981 titulada El hogar que yo robé, producida por Valentín Pimstein y protagonizada por Angélica María y Juan Ferrara.
  - La productora RCTV realizó en 1986 un remake de esta telenovela titulado La intrusa, protagonizada por Mariela Alcalá y Víctor Cámara.
  - En el año 2012, Univision realizó una versión libre que llevó por nombre ¿Quién eres tú?, protagonizada por Laura Carmine y Julián Gil.
  - En el año 2019, Televisa realiza una nueva versión homónima protagonizada por Sandra Echeverría y Andrés Palacios, siendo la primera producción en pertenecer a la franquicia Fábrica de sueños.